# Chiyohime
Chiyohime (千代姫 (Thiên Đại cơ) 29 tháng 4 năm 1637 – 10 tháng 1 năm 1699)  là con gái của Tướng quân Tokugawa Iemitsu với thứ thiếp của ông, Ofuri no Kata (mất năm 1640), con gái của Oka Shigemasa, sau được biết đến với viện hiệu là Cát Thủ viện (Jishō'in). Sau khi mẹ của Chiyohime qua đời, bà được một vị thứ thiếp khác của Iemitsu là Oman no Kata (1624-1711), sau này được biết đến với viện hiệu là Khánh Chương viện (Keishoin) nhận nuôi. Bà kết hôn với Tokugawa Mitsutomo, là lãnh chúa của Lãnh địa Owari. Năm 1652, bà đã cho xây dựng lăng tẩm cho mẹ mình và đặt tên theo viện hiệu mẹ mình là Cát Thủ viện lăng, hiện nằm trong Bảo tàng Kiến trúc Edo-Tokyo. Bà mất năm 1699 và được ban viện hiệu là Linh Thần viện (霊仙院 Reisei'in).

## Gia quyến
- Thân phụ: Tokugawa Iemitsu
- Sinh mẫu: Ofuri no Kata (mất năm 1640)
- Dưỡng mẫu: Oman no Kata (1624-1711),  tức Vĩnh Quang viện sau này
- Chồng: Tokugawa Mitsutomo
- Hậu duệ: 
  - Tokugawa Tsunanari
  - Matsudaira Yoshiyuki (1656-1715)
  - Toyohime (sinh năm 1655)
  - Naohime (1658-1661)